# Васил Константинов
Васил Константинов е български общественик, просветен деец и духовник от Южна Македония.

## Биография
Васил Константинов е роден в костурското село Българска Блаца, тогава в Османската империя. Учи в Битолската българска класическа гимназия. През 1895 година завършва със седмия випуск педагогическите курсове на Солунската българска мъжка гимназия. През учебната 1903 година преподава в родното си село.
През Междусъюзническата война от 1913 година българската митрополия в Солун е превзета след сражение, а архимандрит Евлогий, секретарят му Христо Батанджиев и дяконът Васил Константинов са откарани на гръцкия кораб „Катерини“, на който по-късно са убити.